# Manchita
Manchita é um município da Espanha na comarca das Vegas Altas, província de Badajoz, comunidade autónoma da Estremadura, de área 38,2 km². Em 2021 tinha 769 habitantes (densidade: 20,1 hab./km²).

## Demografia
| Variação demográfica do município entre 1991 e 2004 | Variação demográfica do município entre 1991 e 2004 | Variação demográfica do município entre 1991 e 2004 | Variação demográfica do município entre 1991 e 2004 |
| --------------------------------------------------- | --------------------------------------------------- | --------------------------------------------------- | --------------------------------------------------- |
| 1991                                                | 1996                                                | 2001                                                | 2004                                                |
| 774                                                 | 770                                                 | 754                                                 | 751                                                 |